# Notation
Notation er et tegnsystem til gengivelse af ord, tal, toner eller lignende, f.eks. lydskrift eller nodeskrift.
| Sprog | Spire Denne artikel om sprog er en spire som bør udbygges. Du er velkommen til at hjælpe Wikipedia ved at udvide den. |